# Sukarindik
Sukarindik is een bestuurslaag in het regentschap Kota Tasikmalaya van de provincie West-Java, Indonesië. Sukarindik telt 8452 inwoners (volkstelling 2010).